# Beleg van Boeda (1684)
Het beleg van Boeda  vond plaats van 11 juli tot 1 november 1684 toen troepen van de Heilige Liga en het Habsburgse Rijk onder leiding van Karel V van Lotharingen, en later onder Maximiliaan II Emanuel van Beieren, gedurende een periode van 108 dagen de stad Boeda - in het verleden ook bekend onder de Duitse naam Ofen - belegerden. De Ottomaanse stad werd succesvol verdedigd door de Turken en Joden. Na zware verliezen werd de belegering opgeheven, waarbij het rijksleger 18.000 paarden en tussen 24.000 en 30.000 soldaten, inclusief 200 hoge officieren, verloor.

## Achtergrond
Na de Ottomaanse overwinning in de Slag bij Mohács (1526) werd Boeda geplunderd door Ottomaanse troepen, maar pas in 1541 werd de stad en omgeving ingelijfd bij het Ottomaanse Rijk. Dit markeerde het beginpunt van Ottomaans Hongarije met Boeda als provinciale hoofdstad. De kerken van Boeda, waaronder de bekende Matthiaskerk, werden omgevormd tot moskeeën. Daarnaast bouwden de Ottomanen vele Turkse badhuizen.
Na de Ottomaanse nederlaag bij het Beleg van Wenen (1683) gingen de troepen van de Heilige Liga in het offensief en namen Visegrád, Gran en Vác tijdelijk in, waarna ze begonnen met de belegering van Boeda.

### Joden van Boeda
De Ottomaanse overheersing van Hongarije na 1541 bracht een heropleving van de Joodse gemeenschap in Boeda met zich mee. Volgens de fiscale registers waren er 50 Joodse belastingbetalers in 1546 en meer dan 100 in 1590. De Joden, hoewel tweederangsburgers, werden door de Ottomaanse heersers beter behandeld dan door de Habsburgse heersers. Zo genoten zij bijvoorbeeld officiële staatsbescherming en een veilige sociale status, evenals een hoog niveau van religieuze en administratieve autonomie. Dit was ongetwijfeld ook de belangrijkste motivatie voor de Joden van Boeda om deel te nemen aan de verdediging van de stad tijdens de belegering. Hierdoor werden de Joden door de Habsburgers als bondgenoten van de Ottomanen beschouwd. Dat leidde tot repressieve maatregelen zoals het verbod voor Joden om bepaalde steden zoals Breslau binnen te treden en in andere gevallen gedwongen migratie.

## Belegering
Paul Rycaut (1629-1700), een Britse diplomaat en historicus die aan de kant van het keizerlijk leger vocht, beschreef de belegering als volgt:
Op 11 juli ontstond er een schermutseling tussen het rijksleger en de Turken in de vlakte rondom Boeda, die vervolgens hun toevlucht zochten in de hoogte van de Gellértberg. Intussen begon het rijksleger van tussen de 40.000 en 43.000 man met de belegering van de stad Boeda. De benedenstad werd door de Ottomanen verbrand om het rijksleger te hinderen, waarna ze zich terugtrokken in de burcht van Boeda met een garnizoen van circa 8.000 man. Op 14 juli, precies een jaar na de Turkse belegering van Wenen, werd er een ceremoniële aanval uitgevoerd door de keizerlijke troepen om het moraal hoog te houden. Die dag stierf de vizier van Boeda, Kara Mehmet, aan zijn verwondingen die hij op de muren had opgelopen en werd opgevolgd door de 80-jarige Şeytan Ibrahim Pasja. De volgende dag maakten de keizerlijke troepen zich meester van de Gellértberg. De Ottomaanse troepen, die zich daar eerder verschanst hadden, trokken zich ongeveer 15 km verder terug en voerden regelmatig verrassingsaanvallen om de belegering te verhinderen. Vanaf 18 augustus werden er geregeld uitvallen gedaan door de verdedigers waarbij de belegeraars veel manschappen verloren. Het keizerlijk leger bereidde zich voor op de bestorming door de bres in de muur te vergroten, toen het eerder vertrokken Ottomaanse leger zich voor het kamp van het keizerlijk leger liet zien. Dit zorgde voor paniek omdat het keizerlijk leger vanaf beide kanten omsingeld werd. In de daaropvolgende gevechten vielen aan beide kanten veel slachtoffers. In de tussentijd werd het keizerlijk leger versterkt door 30.000 man onder leiding van Maximiliaan II Emanuel van Beieren. Vanaf september werden de belegeraars geteisterd door zware regenval, waardoor de loopgraven en mijnen grotendeels onbruikbaar werden. Karel V liet weten dat, als de verdedigers zich niet zouden overgeven, niemand in de stad gespaard zou worden, maar de verdedigers gaven zich niet over. Tussen 9 en 10 september werd er nog een onsuccesvolle bestorming gedaan, waarbij het keizerlijk leger veel manschappen verloor. Tegelijkertijd werden de belegeraars regelmatig aangevallen door Ottomaanse troepen buiten de muren. Eind oktober werd ingezien dat het onmogelijk was met de aankomende winter Boeda te veroveren. Op 1 november werd de belegering na 108 dagen opgeheven. Omdat bijna alle paarden gestorven waren, kon het keizerlijk leger zich moeizaam terugtrekken en werd het aangevallen door de Ottomaanse en Tataarse cavalerie. Volgens Paul Rycaut stierven er die dag 25.000 man van de keizerlijke troepen en bestond het terugtrekkende leger nog slechts uit 30.000 man, waarvan 8.000 zieken en gewonden. Volgens geruchten waren er in Boeda nog altijd 10.000 verdedigers.

## Nasleep
Voor korte duur slaagden de Ottomanen erin de belegeraars te verjagen en omliggende dorpen en steden weer te bezetten, maar twee jaar later, in 1686, werd Boeda opnieuw belegerd door de Heilige Liga. Ditmaal slaagde de Liga erin de stad te veroveren, waarmee er een eind kwam aan de 145 jaar lang durende Ottomaanse heerschappij over de stad. Binnen enkele maanden zou een groot deel van Ottomaans Hongarije definitief door de Heilige Liga worden ingenomen.